# Hacka (kortspel)
Hacka (lanka), (plural hackor, lankor), begrepp inom kortspel. En hacka är ett kort av låg valör, oftast utan närmare precisering.
I bridge är dock hackorna exakt definierade till valörerna 2-10, det vill säga samma som nummerkort. Då är varje kort som inte är en hacka en honnör och vice versa.
Se även:
- Klätt kort
- Honnörskort